# Jacques Cresson
Pour les articles homonymes, voir Cresson.
 (octobre 2021).
Jacques-Noël Cresson, né le 24 décembre 1924 à Enghien-les-Bains (Val-d'Oise) et mort le 7 février 2001 à Paris 12e, est un homme d'affaires et chef d'entreprise français, ancien directeur de Peugeot. Il était marié à Édith Cresson, ministre et première femme à avoir été Premier ministre en France.

## Biographie

### Jeunesse et études
Jacques Cresson était le fils du docteur Fortuné Cresson, chirurgien-chef, et d'Hélène W. Jeftanowitsch, son épouse d'origine balte.
Il est diplômé de l’Institut d'études politiques de Paris, titulaire d'un doctorat en droit, et diplômé de l'Institut d'études internationales.
Avec Édith Cresson, il a eu deux enfants, Nathalie et Alexandra.

### Parcours professionnel
Il a effectué la plus grande partie de sa carrière chez Peugeot.
- Directeur régional Peugeot Ouest, puis Région parisienne (1959-1962)
- Directeur de l’exportation Europe, Moyen-Orient (1962-1975)
- Secrétaire général de Aciers-Outillages Peugeot (1975-1981)
- Directeur de la FRECOM (1981-1989)
- Président de l’ACECO (Association pour la compensation des échanges commerciaux) 1990-2001

## Carrière militaire
- Lieutenant des Forces françaises libres[réf. souhaitée]

## Distinctions
- Officier de la Légion d'honneur
- Officier de l'ordre national du Mérite